# Marmarole
Marmarole ist der Name einer Berggruppe in den Cadorischen Dolomiten, Italien, südöstlich von Cortina und südlich der Sextener Dolomiten und des Ansieitales. Höchster Gipfel ist der Cimon del Froppa (2932 m s.l.m.), weitere höhere Erhebungen sind die Cima Bastioni (2926 m s.l.m.) und die Pala di Meduce (2864 m s.l.m.).
Aufgrund der Randlage der Schutzhütten – in der Gruppe selbst gibt es nur einige Biwakschachteln – sowie fehlender Aufstiegshilfen gilt die Marmarole im Vergleich zu anderen Berggruppen der Dolomiten als vergleichsweise wild und unerschlossen. Durch das Massiv führt der Dolomiten-Höhenweg Nummer 5, er benutzt über weite Strecken die sogenannte Strada Sanmarchi, wobei es sich mehr um eine markierte Route als um einen Bergpfad handelt.

## Schutzhütten
- Rifugio Chiggiato, 1911 m s.l.m., CAI, zentrale Marmarole-Gruppe
- Rifugio Baion, 1826 m s.l.m., CAI, östliche Marmarole-Gruppe
- Rifugio Ciaréido, 1969 m s.l.m., CAI, östliche Marmarole-Gruppe
- Rifugio Monte Agudo, 1573 m s.l.m., privat, östliche Marmarole-Gruppe
- Capanna degli Alpini, 1368 m s.l.m., privat, westliche Marmarole-Gruppe

## Weblinks

Marmarole. Historisches Luftbild von Werner Friedli (1957)